# Солець-Куявський
Солець-Куявський (пол. Solec Kujawski, нім. Schulitz) — село в північній Польщі, на річці Вісла.
Належить до Бидгоського повіту Куявсько-Поморського воєводства.

## Демографія
Демографічна структура станом на 31 березня 2011 року:
|          | Загалом | Допрацездатний вік | Працездатний вік | Постпрацездатний вік |
| -------- | ------- | ------------------ | ---------------- | -------------------- |
| Чоловіки | 7572    | 1590               | 5230             | 752                  |
| Жінки    | 8024    | 1487               | 4762             | 1775                 |
| Разом    | 15596   | 3077               | 9992             | 2527                 |

## Галерея

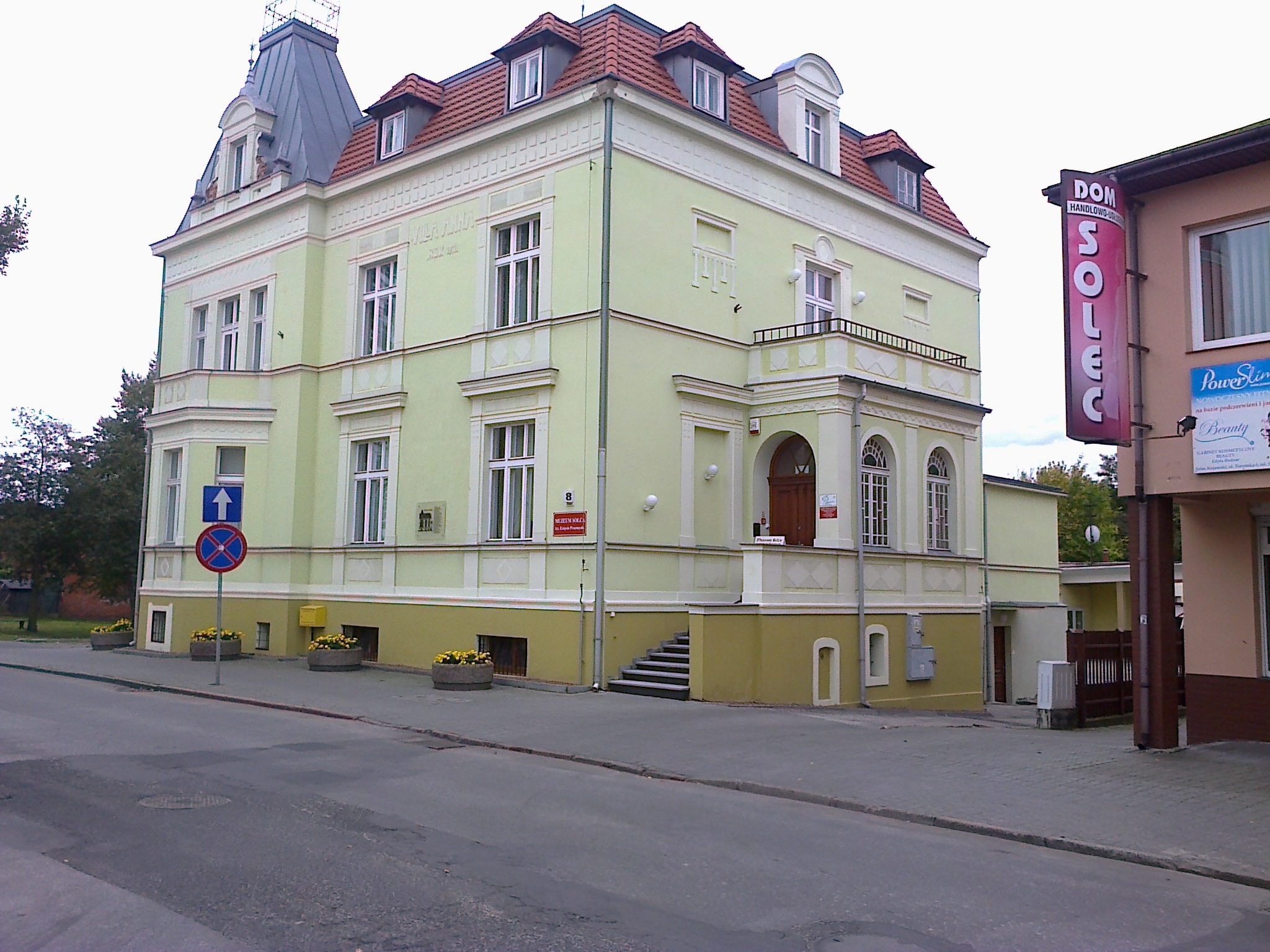
Музей села
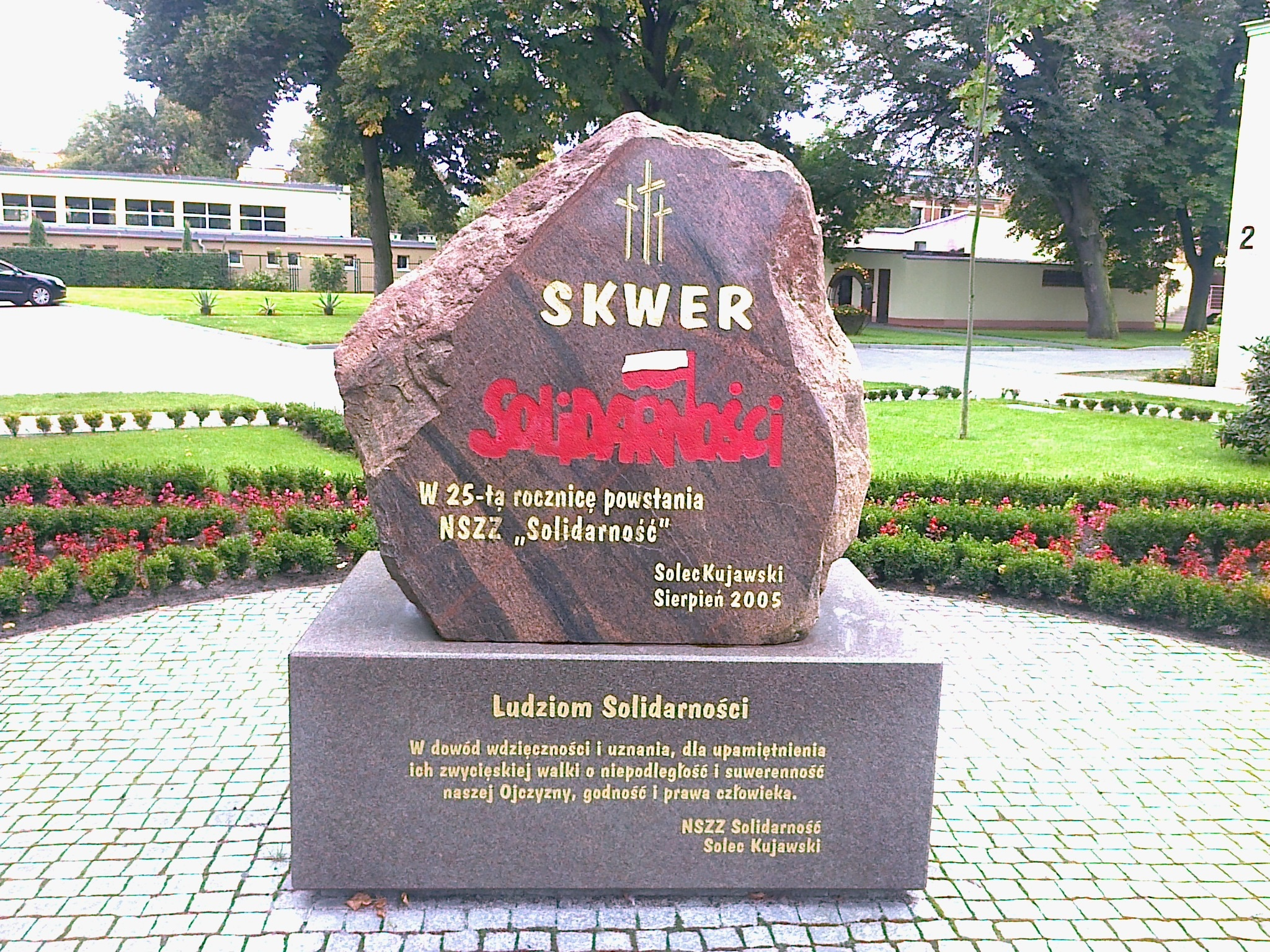
Пам'ятник повстанню 1980 року
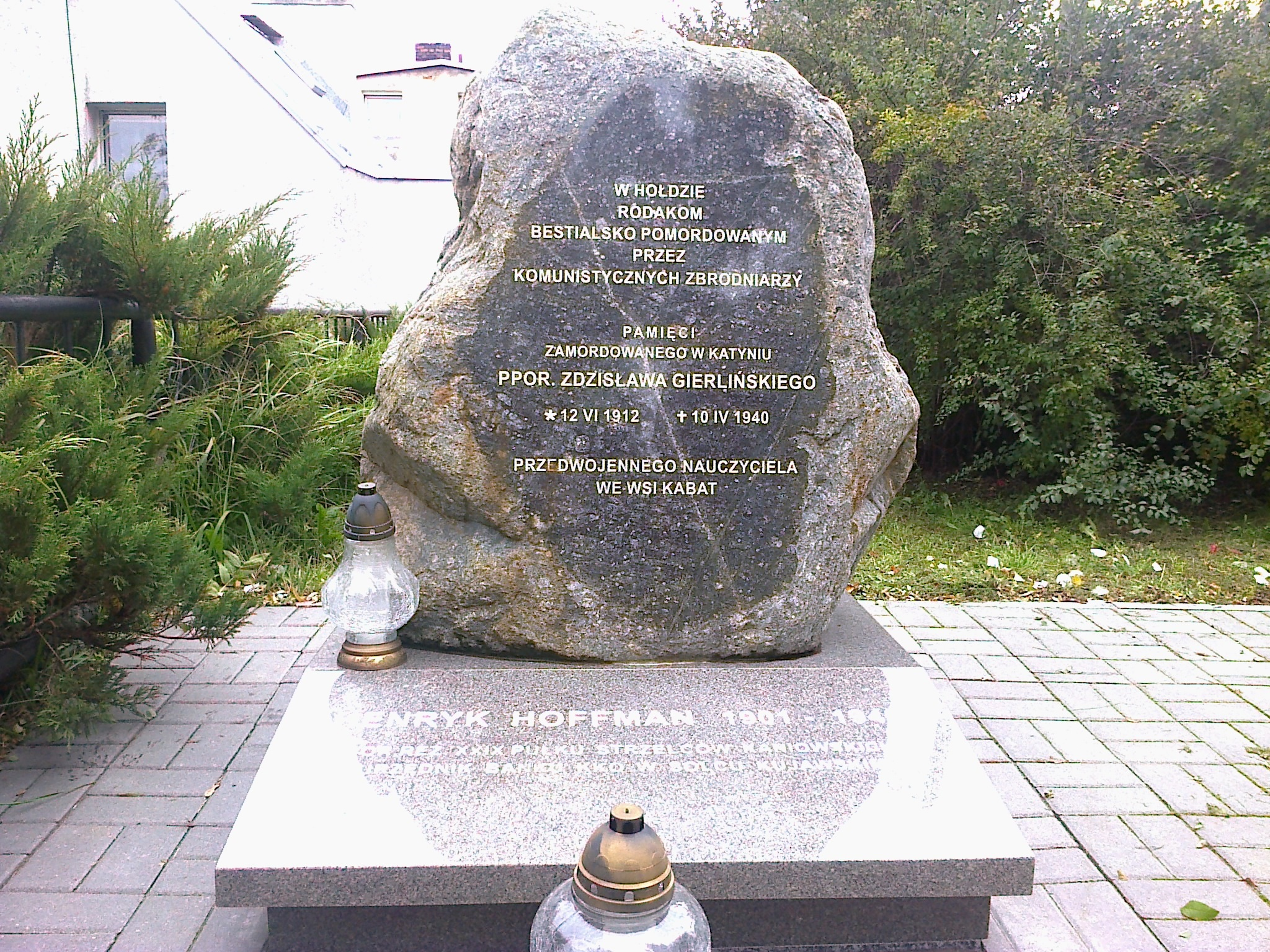
Пам'ятник замордованому в Катині офіцерові-односельчанину
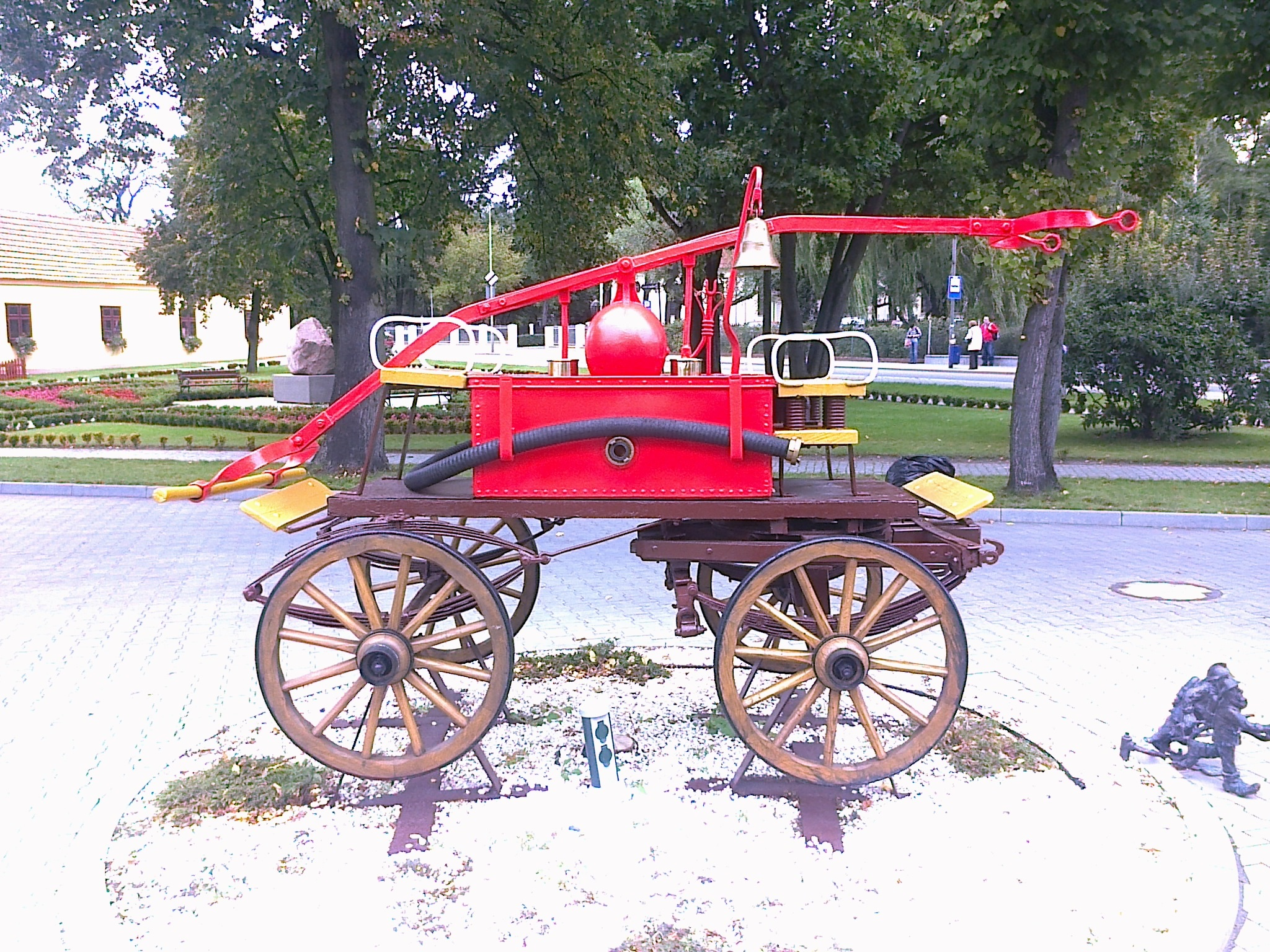
Пам'ятник історії пожежної команди
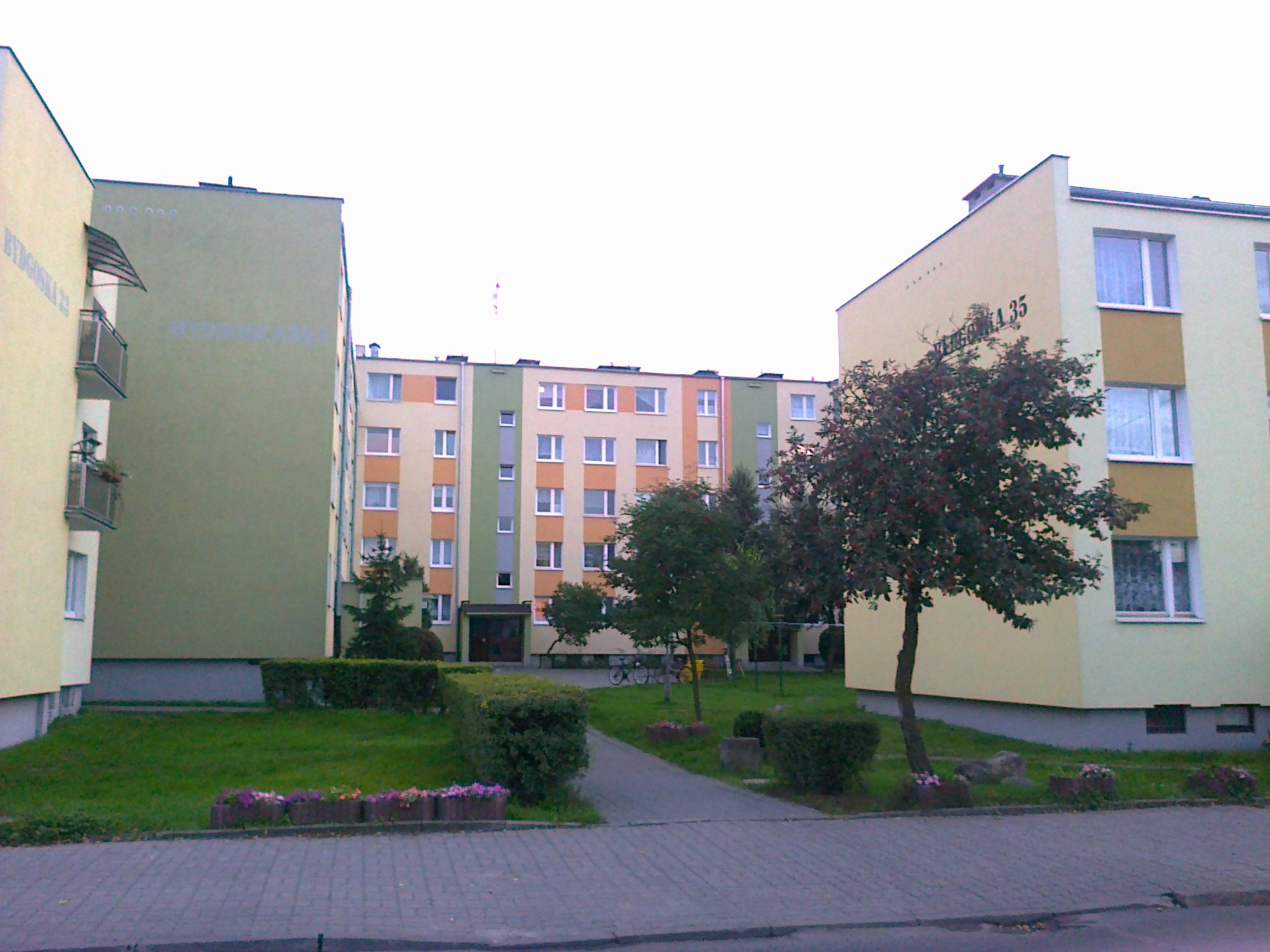
Будинки на вулиці Бидгоській

| Польща | Це незавершена стаття з географії Польщі. Ви можете допомогти проєкту, виправивши або дописавши її. |

| Польща | Це незавершена стаття з географії Польщі. Ви можете допомогти проєкту, виправивши або дописавши її. |